# Abdülkerim Özaydın
Abdülkerim Özaydın (ur. 15 października 1951 w Sivasie) – turecki historyk.

## Życiorys
Abdülkerim Özaydın urodził się w miejscowości Sivas, w Turcji. Ukończył szkołę podstawową i średnią w Sivas oraz szkołę średnią w Elazığ. W roku akademickim 1978-79 ukończył studia na Wydziale Literatury i Wydziale Historii Uniwersytetu w Stambule. Przez pewien czas pracował jako nauczyciel, a w 1981 roku został mianowany asystentem na Wydziale Historii Średniowiecznej Wydziału Literatury Uniwersytetu w Stambule. Doktorat na Wydziale Historii Średniowiecznej uzyskał 23 grudnia 1983 roku na podstawie rozprawy zatytułowanej „Historia Sułtana Muhammeda Tapar Era Seldżuków” (tur. Sultan Muhammed Tapar Devri Selçuklu Tarihi).

## Życie prywatne
Ma żonę i trójkę dzieci.